# Myrceugenia hamoniana
Myrceugenia hamoniana är en myrtenväxtart som först beskrevs av Joáo Rodrigues de Mattos, och fick sitt nu gällande namn av Marcos Sobral. Myrceugenia hamoniana ingår i släktet Myrceugenia och familjen myrtenväxter. Inga underarter finns listade i Catalogue of Life.